# Martin Emond
Martin Vilhelm Jönsson Emond, född 21 oktober 1895 i Tågarp, Sireköpinge församling, i dåvarande Malmöhus län, död 28 april 1965 i Landskrona, i dåvarande Malmöhus län, var en svensk målare.

## Biografi
Martin Emond var son till tunnbindaren Lars Jönsson och Johanna Johnsdotter i Tågarp, Sireköpinge fs, Skåne. Han utbildade sig till teckningslärare vid Högre konstindustriella skolan i Stockholm och genomgick därefter Kungliga Konsthögskolan för bland andra Olle Hjortzberg. Under 1920-talet gjorde han många studieresor, men till skillnad från de flesta unga svenska konstnärer vid denna tid, reste Martin Emond inte till Frankrike. Hans resor gick istället till Tyskland och Österrike. Han influerades av den tidiga tyska expressionismen och Oskar Kokoschka.
Martin Emond var alltsedan debuten 1922 en mycket flitig utställare, inte minst med gruppen "Nio Unga" samt utställningsföreningen Färg och Form. Han var produktiv och en av de mer framträdande skildrarna av det skånska landskapet. 
| ”                 | Vi har aldrig sett hans Skåne i en annan, tidigare konst. Det är en provins, som iakttagits och tolkats av ett utpräglat personligt temperament med klar blick för den topografiska egenarten hos bygderna men samtidigt med en fantasifull omdiktning av den provinsiella verkligheten. | „ |
| – Gustaf Näsström | |   |

Han utförde bland annat glasmålningar i Brågarps kyrka och i  Sankta Maria kyrka  i Helsingborg. Han illustrerade också Gabriel Jönssons diktsamling Himmel och blandsäd (1946).
Martin Emond finns representerad på bland andra Malmö konstmuseum, Moderna museet,
Kalmar konstmuseum, Norrköpings konstmuseum  och Göteborgs konstmuseum. Han utsmyckade även den omtyckta övre foajén till invigningen av Malmö Stadsteater (Nuvarande Malmö Opera).

## Familj
Martin Emond gifte sig 1920 med Ruth Hansen (1891–1962), omgift med Fredrik Wendt. Efter skilsmässa gifte Martin Emond om sig med Margareta Viktoria Evaldsdotter Jansson (1907–1959). Detta senare äktenskap varade till 1946.
En son i äktenskapet med Ruth Hansen är författaren och översättaren Tryggve Emond (1925–2017), gift med översättaren Ingrid Emond.
Martin Emond är begravd på Landskrona kyrkogård.